# Đừng nói khi yêu
Đừng nói khi yêu (tên cũ: Cô thợ bánh) là một bộ phim truyền hình được thực hiện bởi Trung tâm Phim truyền hình Việt Nam, Đài Truyền hình Việt Nam do Bùi Tiến Huy làm đạo diễn. Phim phát sóng vào lúc 21h40 thứ 2, 3, 4 hàng tuần, bắt đầu từ ngày 30 tháng 1 năm 2023 và kết thúc vào ngày 29 tháng 3 năm 2023 trên kênh VTV3.

## Nội dung
Đừng nói khi yêu là câu chuyện "trên tình bạn, dưới tình yêu" của Ly (Thùy Anh) – Tú (Đình Tú) và hành trình trưởng thành của họ. Ly và Tú là bạn thân cùng lớn lên bên nhau, học chung từ mẫu giáo đến cấp 2. Cả hai thân thiết như chị em. Tình bạn đó luôn là niềm tự hào của Ly và Tú cho đến khi thế giới của họ xuất hiện "đối tượng yêu đương". Những chia sẻ vốn là đương nhiên, những gần gũi vốn là bình thường bỗng trở nên không còn bình thường nữa. Bản thân mỗi người trong họ, cũng vì những chia sẻ tình cảm của bạn thân cho người khác mà không tránh khỏi hụt hẫng, ghen tị.

## Diễn viên

### Diễn viên chính
- Mạnh Trường trong vai Nguyễn Kim Quy (Leo Nguyễn)[4]
- Thùy Anh trong vai Trịnh Phương Ly[5][6]
- Đình Tú trong vai Trần Minh Tú[6]
- Trình Mỹ Duyên trong vai Nguyễn Phương Linh[7][6]
- Tú Oanh trong vai Bà Phượng[8]
- Đức Khuê trong vai Ông Long[9]
- Xuân Trường trong vai Ông Thành[10]
- Quách Thu Phương trong vai Bà Thúy[10]
- Thái Dũng trong vai Phi[11][12]
- Lương Thanh trong vai Quỳnh Trang[13]
- Nguyễn Hoàng Ngọc Huyền trong vai Tường San[12]

### Diễn viên phụ
- Trần Đức trong vai Bố Quy và Linh[14]
- Mỹ Uyên trong vai Bà Thảo[15]
- Phạm Ngọc Anh (Ngọc Anh Sally) trong vai Minh Anh[16]
- Thu Hiền trong vai Hoài[17]
- Trương Hoàng trong vai Hoàng
- Phí Thùy Linh trong vai Hồng
- Sỹ Hưng trong vai Thắng[18]
- Hà Phương Anh trong vai Phương
- Vương Trọng Trí trong vai Huy
- Nguyễn Đức Trung trong vai Lợi
- Lâm Tùng trong vai Vương
- Xuân Thắng trong vai Xuân
- Anh Dũng trong vai Đầu gấu 1
- Phạm Tuấn Anh trong vai Đầu gấu 2
- Hoàng Ngọc Hải trong vai Thám tử

### Diễn viên khách mời
- Hà Việt Dũng trong vai Quy (Chủ mặt bằng của Ly)[19]
- Charlie Winston trong vai Bếp trưởng David[20]

Cùng một số diễn viên khác....

## Ca khúc trong phim
- Hóa ra như vậy là yêu

Sáng tác & thể hiện: Trang Pháp
- See Tình

Sáng tác: DTAP
Thể hiện: Hoàng Thùy Linh

## Sản xuất

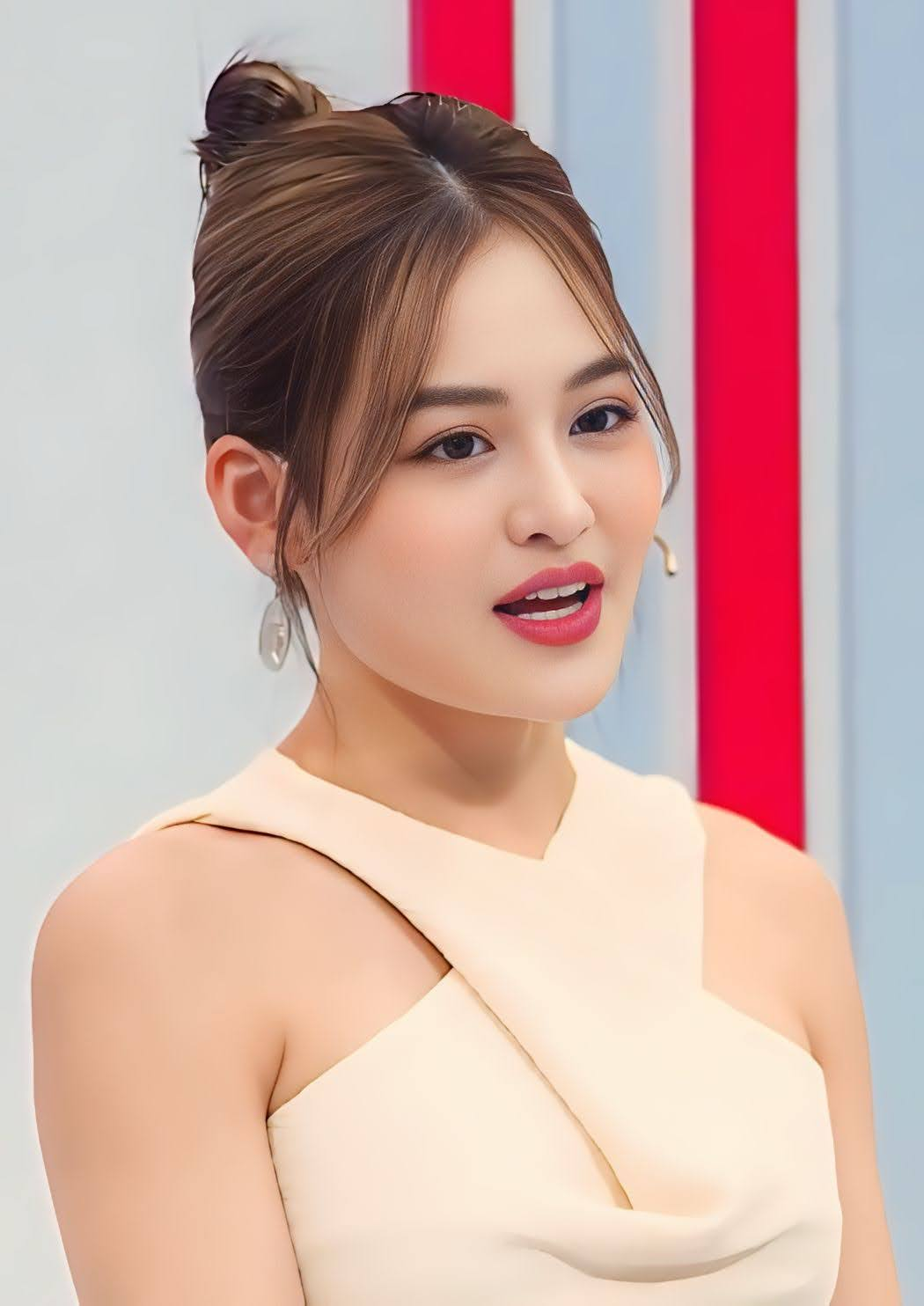
Đừng nói khi yêu là tác phẩm truyền hình đầu tiên mà Thùy Anh đóng vai chính.

Đừng nói khi yêu do Bùi Tiến Huy làm đạo diễn. Kịch bản phim được nhóm biên kịch Hân Như, Hà Hà và Trịnh Khánh Hà chấp bút. Vai chính lần lượt giao cho Mạnh Trường, Thùy Anh, Đình Tú và Trình Mỹ Duyên đảm nhận. Đây là lần đầu tiên Trình Mỹ Duyên tham gia một dự án phim của VFC. Bộ phim cũng đánh dấu sự trở lại của Mạnh Trường kể từ phim truyền hình năm 2021 Hương vị tình thân. Quá trình ghi hình diễn ra trong khoảng 5 tháng, kéo dài từ tháng 11 năm 2022 và đóng máy vào ngày 24 tháng 3 năm 2023.
Sau Hành trình công lý, tác phẩm đã chính thức lên sóng giờ vàng VTV3 ngày 30 tháng 1 năm 2023 và kết thúc vào 29 tháng 3 năm 2023, với tổng số tập là 27.

## Đón nhận
Cùng với các phim giờ vàng khác trên sóng VTV, bộ phim luôn lọt top rating cao nhất cả nước với tỷ suất người xem trung bình là trên 3%. Trong một bảng xếp hạng đo lường được công bố vào ngày 28 tháng 2, ở những tập cuối cùng phát sóng, Đừng nói khi yêu đã vươn lên đứng đầu lượng người xem toàn quốc, với con số tăng từ 3,7% lên 4,2% theo số liệu của Kantar Media. Các trích đoạn phim được đăng tải trên mạng xã hội cũng thu hút nhiều ý kiến khác nhau tham gia tranh luận.
Tuy vậy, đa phần đánh giá về bộ phim lại nghiêng về phía tiêu cực. Bài đánh giá trên trang VnExpress đã chấm Đừng nói khi yêu 4.5 điểm trên thang điểm 10, theo đó cho biết một số khán giả nhận xét lối xây dựng tính cách nhân vật trong phim quá "lố", lại có những tình huống vô duyên, gây ức chế. Diễn xuất của Mạnh Trường bị nhận xét "một màu", lặp lại cùng kiểu nhân vật trong Hương vị tình thân, trong khi đài từ của Thùy Anh khiến nhiều khán giả ngán ngẩm, bị đánh giá "thoại như trả bài, giọng chói tai gây khó chịu". Đặc biệt, cá tính nhân vật Trịnh Phương Ly do cô thủ vai đã vấp phải nhiều bình luận tiêu cực và bị xem là "độc hại, xấu tính nhất trên giờ vàng". Đáp lại lời chỉ trích, diễn viên chính Thùy Anh cho rằng cô chỉ đang diễn đúng với yêu cầu của kịch bản và đạo diễn, đồng thời sẽ ghi nhận những bình luận mang tính xây dựng từ khán giả.
Sau khi tập cuối lên sóng, đã có những ý kiến phê bình liên quan đến kết phim. Theo đó, cái kết của bộ phim tuy bị cho là còn "dễ đoán" nhưng phần nào khiến khán giả hài lòng vì theo chiều hướng tốt đẹp. Cây bút Thanh Thanh của VnExpress đã chê kết thúc phim "vội", "chóng vánh"; Gia Linh của tờ Tiền Phong thì nhận định thông điệp phim "vẫn dừng ở mức an toàn [...] do sự hạn chế ở khâu ý tưởng và kịch bản".